# Enrique Gómez Jiménez
Enrique Gómez Jiménez (Santa Clara, Cuba, 1889 - ?) fou un enginyer i polític espanyol. Treballà com a enginyer primer de Camins a la Prefectura d'Obres Públiques de Lugo. A les eleccions generals espanyoles de 1931 fou elegit diputat per la província de Lugo per Dreta Liberal Republicana, i a les eleccions de 1933 i 1936 pel Partit Republicà Conservador.
El 1951-1952 fou president del Deportivo de la Coruña.